# Laetiporus
Laetiporus Murrill, Bull. Torrey bot. Club 31: 607 (1904).
Laetiporus è un genere di funghi basidiomiceti della famiglia Polyporaceae.

## Specie di Laetiporus
La specie tipo è Laetiporus sulphureus (Bull.) Murrill (1920), altre specie incluse sono:
- Laetiporus baudonii (Pat.) Ryvarden (1991)
- Laetiporus conifericola Burds. & Banik (2001)
- Laetiporus discolor (Klotzsch) Corner (1984)
- Laetiporus flos-musae Overeem (1927)
- Laetiporus gilbertsonii Burds. (2001)
- Laetiporus huroniensis Burds. & Banik (2001)
- Laetiporus miniatus (Jungh.) Overeem (1925)
- Laetiporus persicinus (Berk. & M.A. Curtis) Gilb. (1981)
- Laetiporus portentosus (Berk.) Rajchenb. (1995)